# 석주문화재단
석주문화재단은 작품활동이 탁월한 작가를 선정 미술상을 시상하고 야외조각공원을 설립 운영하는 등 한국미술문화의 진흥 및 발전에 기여할 목적으로 1996년 5월 29일 설립된 문화체육관광부 소관의 재단법인이다. 사무실은 서울특별시 강남구 대치동 879-3 진선빌딩 204호에 있다.

## 주요 업무
- 여성 미술작가 양성을 위한 석주 미술상 수여
- 미술문화 대중화를 위한 미술세미나 등 토론회 개최
- 야외조각공원 조성, 운영 등한 연구개발 지원
- 종이박물관의 건립 및 운영